# Departamentul Securității Naționale
Departamentul Securității Naționale este o structură specializată din cadrul Administrației Prezidențiale, dedicată asigurării îndeplinirii de către Președintele României a responsabilităților acordate de Constituție în domeniile apărării țării și securității naționale. Principalul instrument prin care Președintele României își îndeplinește atribuțiile constitutionale în domeniul securității naționale este Strategia de Securitate Națională. Departamentul cuprinde structuri specializate pentru realizarea responsabilităților corespunzătoare domeniilor de competență, care sunt formate din personal angajat pe funcții de demnitari, consilieri, experți, consultanți și referenți, precum și din personal de specialitate detașat din ministere și alte instituții cu responsabilități în domeniul securității naționale. Din 2015, șeful Departamentului Securității Naționale este Ion Oprișor.

## Atribuții

### În plan intern
Principalul rol al Departamentului Securității Naționale este de a furniza sprijin decizional și expertiză pentru Președintele României în elaborarea Strategiei Naționale de Apărare, coordonarea implementării acesteia și evaluarea rezultatelor. Acest lucru se face prin colaborare strânsă cu alte structuri din cadrul Administrației Prezidențiale, ministere și instituții cu atribuții în domeniul apărării țării și securității naționale, precum și cu organizații internaționale, ONG-uri, mediul academic, institute și experți din țară și din străinătate. Departamentul prezintă, de asemenea, Președintelui României propuneri pentru coordonarea activităților legate de apărarea țării și securitatea națională, participarea la menținerea securității internaționale și apărarea colectivă în sistemele de alianță militară, precum și acțiunile de menținere sau restabilire a păcii.
Departamentul elaborează Planul de implementare a Strategiei Naționale de apărare, care este mai apoi aprobat în cadrul CSAT.

### În plan extern
Departamentul Securității Naționale monitorizează situarea din sfera securității externe. În cazul gestionării crizelor de securitate, DSN oferă suport tehnic necesar Președintelui României. Departamentul propune măsuri pentru gestionarea crizelor sectoriale și urgențelor civile pentru aprobarea Președintelui, precum și instituirea stării de urgență, declararea mobilizării generale sau a stării de război.

### În plan legislativ
În contextul procesului legislativ, Departamentul Securității Naționale formulează recomandări cu privire la acordarea avizelor de către Consiliul Suprem de Apărare a Țării pentru proiectele de acte normative inițiate de Guvern, care reglementează activitățile din domeniile apărării și securității naționale. Departamentul evaluează, de asemenea, actele normative care abordează aceste probleme și care urmează să fie promulgate de Președinte, prezentând propuneri în acest sens.

## Componență

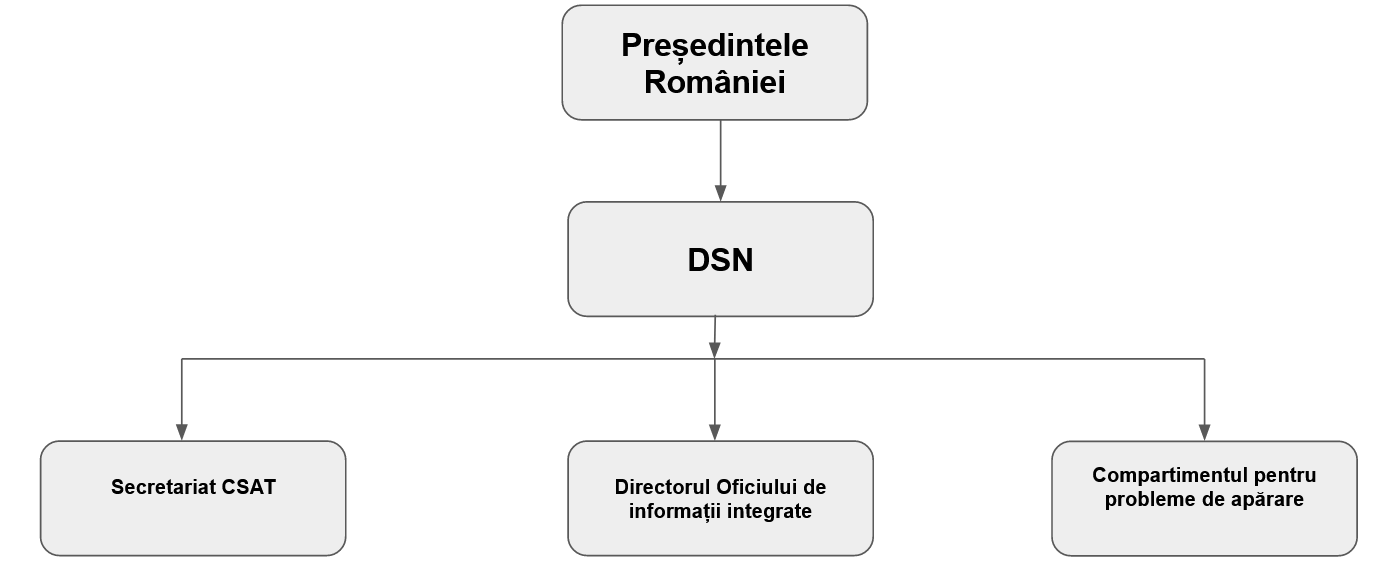
Structura Departamentului Securității Naționale

Departamentul Securității Naționale are în componență următoarele structuri:
a) Compartimentul Securitate Națională;
b) Directorul Oficiului pentru Informații Integrate;
c) Structura de Protecție a Informațiilor Clasificate (Funcționarul de securitate);
d) Secretariatul Consiliului Suprem de Apărare a Țării

### Compartimentul Securitate Națională
Compartimentul Securității Naționale este responsabil pentru elaborarea Strategiei de Securitate Națională, conform deciziilor Președintelui și hotărârilor Consiliului Suprem de Apărare a Țării. Acesta coordonează activitatea de redactare a Strategiei și asigură cooperarea cu alte instituții. După adoptarea Strategiei, prezintă propuneri pentru punerea în aplicare a prevederilor acesteia. Compartimentul întocmește documentația pentru conducerea ședințelor de Guvern referitoare la securitatea națională, apărare, managementul crizelor și combaterea terorismului. Analizează proiectele de acte normative și studiile de prognoză privind securitatea națională și gestionează datele referitoare la activitățile din domeniu. Compartimentul evaluează actele normative și prezintă propuneri pentru organizarea instituțiilor și structurilor din compunerea sistemului de securitate națională.

### Directorul Oficiului pentru Informații Integrate
Directorul Oficiului pentru Informații Integrate, condus conform Hotărârii C.S.A.Ț. nr. 146/2005 de către Consilierul de Stat din cadrul Departamentului Securității Naționale, coordonează activitatea Oficiului. Această activitate include planificarea nevoilor de informații pentru securitatea națională prin intermediul Planului Național de Priorități Informative și realizarea de produse analitice integrate destinate descărcărilor legale, bazate pe informațiile transmise de structurile componente ale Comunității Naționale de Informații  . Directorul Oficiului de Informații integrate este, din 2015, Constantin Dudu Ionescu.

### Structura de Protecție a Informațiilor Clasificate
Funcționarul de Securitate a Informațiilor Clasificate din cadrul Administrației Prezidențiale are rolul de a elabora proiectul de norme interne privind protecția informațiilor clasificate, coordona activitatea de protecție a acestora, monitoriza respectarea normelor, consilia factorii de conducere, informa despre riscurile și vulnerabilitățile existente, organizează pregătirea persoanelor cu acces la informații clasificate, declanșează verificări de securitate și întocmește și actualizează lista informațiilor clasificate.

### Secretariatul Consiliului Suprem de Apărare a Țării
Secretariatul Consiliului Suprem de Apărare a Țării (SCSAT) este structura permanentă din cadrul Departamentului Securității Naționale, menită să asiste Consiliul Suprem de Apărare a Țării în îndeplinirea atribuțiilor sale. Atribuțiile, organizarea și funcționarea secretariatului prevăzut se stabilesc prin hotărâre a Consiliului Suprem de Apărare a Țării . SCSAT colaborează cu instituțiile din domeniul securității naționale, expertizează informațiile și acțiunile din acest domeniu, întocmește sinteze și propuneri către Președinte, consultă și avizează proiecte de acte normative, analizează acordurile și tratatele internaționale cu relevanță pentru securitatea națională, propune numirile militarilor în funcții, coordonează Comisia Interdepartamentală pentru Comunicații și Tehnologia Informației și întocmește programul anual al Consiliului Suprem de Apărare a Țării . 
De asemenea, Secretariatul CSAT poate transmite comunicate de presa, al căror conținut este aprobat de consiliu .